# William English
William Kirk English kaldet Bill English (født 27. januar 1929, død 26. juli 2020) var en amerikansk computeringeniør som bidrog med udviklingen af computermusen mens han arbejdede for Douglas Engelbart ved SRI International's Augmentation Research Center.
Han arbejdede senere for Xerox PARC og Sun Microsystems.